# 李公麟

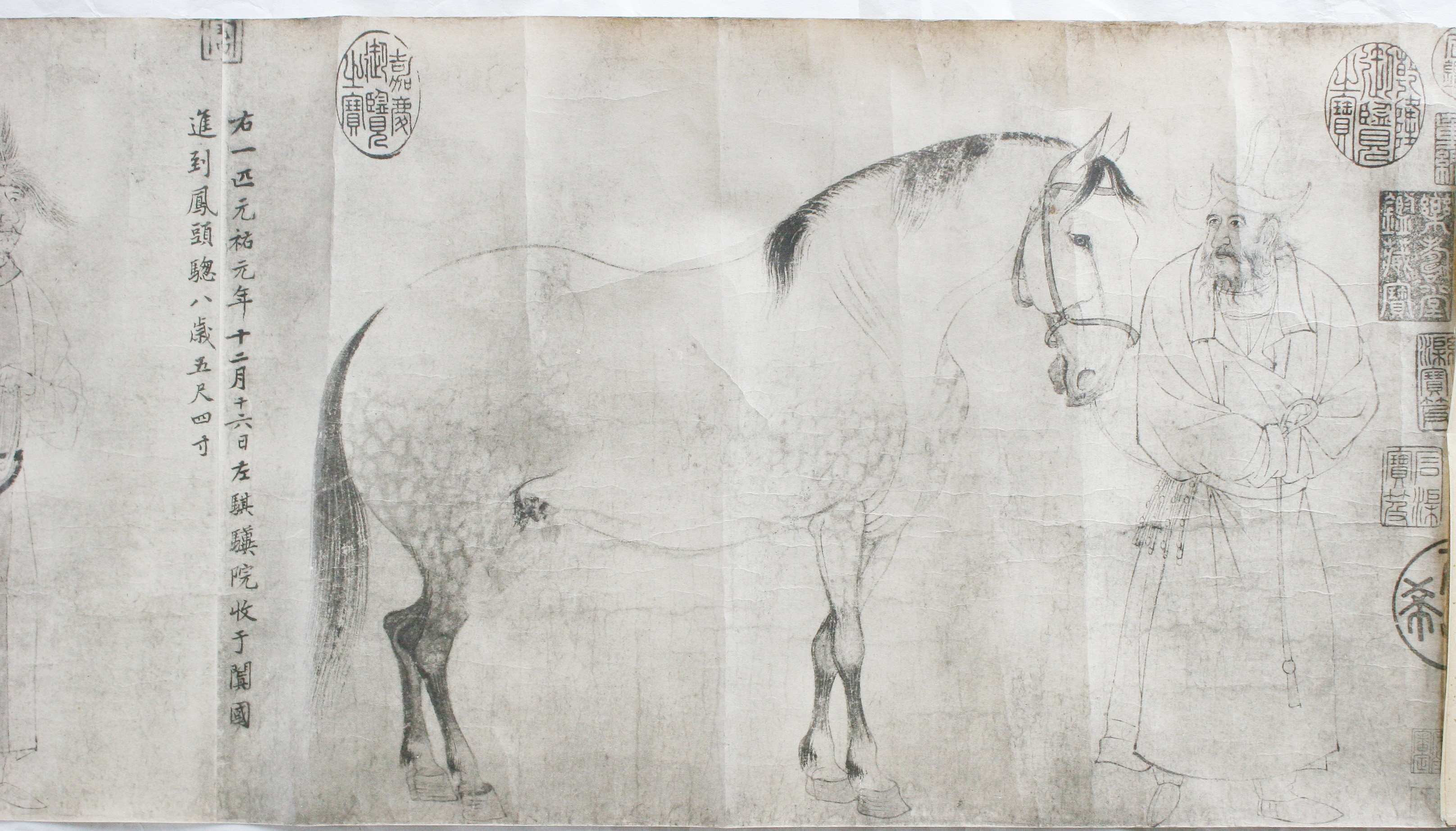
五馬図巻

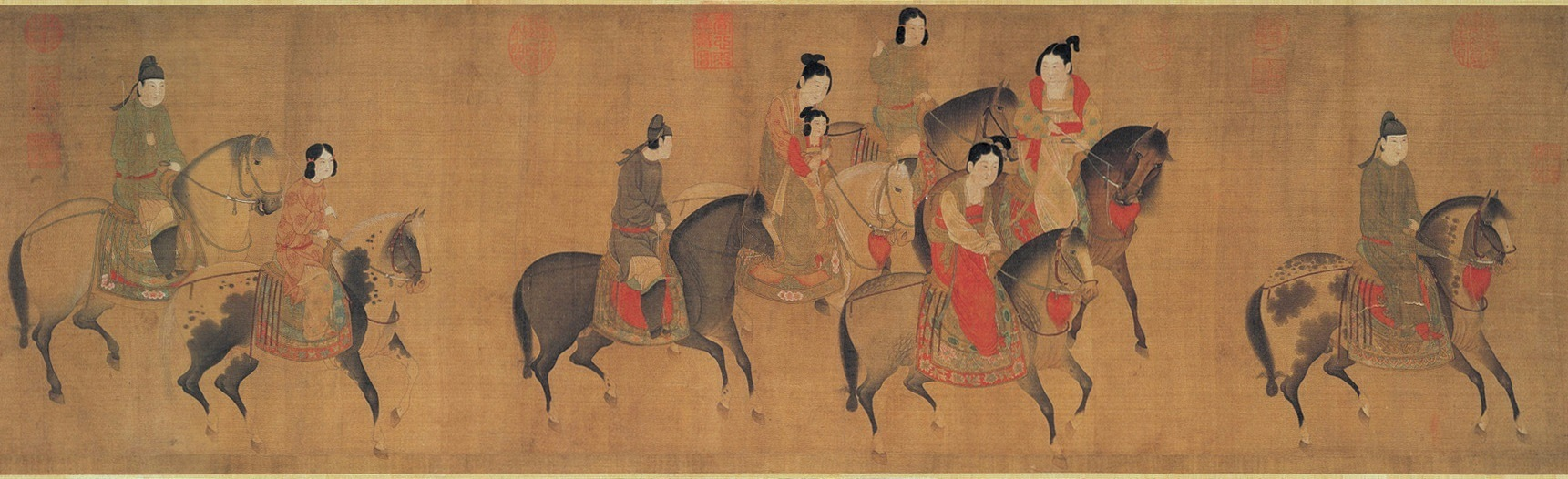
台北故宮の伝李公麟作品

李 公麟（り こうりん、1049年 - 1106年）は、北宋の文人・画家・古物収集家。字は伯時、号は龍民居士。廬州舒城県の人。
科挙を受験し、1070年に進士となる。官僚を務めるかたわら、考古学者（好古家）として銅器など骨董品の年代確定でも活躍した。退官後の晩年は画の制作に専念した。李公麟の作品としては「五馬図巻」が真作と認められている。清の皇室から日本に流出した後、約80年間所在不明であったが、2017年度に東京国立博物館へ寄贈された。

## 評伝
画論中に現れる李公麟として、南宋の鄧椿の『画継』に次のような記載がある。
龍眠居士李公麟、字は伯時。舒城の大族であり、家は代々儒学を業とする。父の名は虚一、かつて賢良方正に挙げられた。公麟は熙寧三年（1070年）に科挙に及第し、文学で当時有名であった。陸佃が中書門下省刪定官に推挙し、董敦逸が検法御史第に辟挙し、官は朝奉郎に至った。元符三年（1100年）痺病を患い退職、崇寧五年（1106年）死去。仏教を学び道を悟ってその奥妙を会得、朝廷で甚だ名望があった。史料は絵画をよくしたことにより世に知られているとするが、精確な評論とは言えない。平時から鐘鼎等の古器を広く求め、圭璧等の宝玩を豊富に家に蔵した。官職の余暇に画筆を持って絵画を作り、心意透徹して玄妙なる境地に達した。その抜群の才能により、何事をなしても人より勝っていたのであろう。士大夫は「〔李公麟の〕鞍馬の画は韓幹に勝り、仏画は呉道玄を追い、山水は李思訓に似て、人物は韓滉に似る」と言うが、妥当な説である。特に画馬に優れ、〔描かれた馬は〕飛龍、噴玉、五花、汗血と形容される名馬の様子そのもので、これに比べれば陳閎の描いた馬は良いものと思えず、韓幹の馬でさえたいして素晴らしいといえない。それゆえ蘇軾（東坡）は詩に詠んだ、「龍眠の胸中に千駟〔＝馬〕あり、肉だけでなく骨まで描く」と。黄庭堅（山谷）もいう、「伯時が馬を描くのは、孫太古〔知微〕が湖灘水石を描くようなものだ」と。これはその筆力が強く美しいことを言うのである。李公麟は禅に耽り、禅僧と多く交わった。ある日、秀鉄面〔＝禅僧法秀〕が突然李公麟を戒め「馬を画いてはならぬ、死後に〔輪廻により〕落ちて馬になってしまうぞ」と告げた。李公麟はこの言葉にはっとして悟り、以後は決して馬を画かず、諸仏を画くことのみに専念した。李公麟の画く仏の像はどれも必ず奇異なところがあり、世俗の人を驚き惑わせるものでありながら、仏画としての絶妙なる素晴らしさを失わなかった。かつて《長帯観音》を画いたときその腰帯は非常に長く、身長の一・五倍以上もあった。また呂吉甫のために画いた《石上臥観音》は、それまで誰も見たことのない姿形であった。また《自在観音》は、結跏趺坐して合掌していながらも、何にもとらわれない自由自在な境地を示しており、「世の人はくずした座り方が自在であると勘違いしているが、自在とは心にこそあるのであり、その姿にあるのではない」という。これにより、気高い人や物事に通じた人は、何をどう構えても通用しないことはない〔何をしても通用する〕ということがわかる。李公麟は平時、対画〔幅〕を作らず、多く澄心堂紙に画き、縑素〔絹〕を用いず、丹粉〔彩色〕を施さなかった。李公麟が同時代の人々を超越していたのはまさしくこれらによるのである。郭若虚は言う、「呉道玄の画は古今にただ一人のみ〔卓越している〕」と。だが私の見るところ、李伯時が出た以上、呉道玄に並ぶ者なしと言い切れるものか？作品に《孝経図》、《九歌図》、《帰去来図》、《陽関図》、《琴鶴図》、《憇寂図》、《厳子陵釣灘図》、《山荘図》、《卜居図》、《虎脊天馬》、《天育驃騎》、《好頭赤》、《沐猴馬》、《欲𩥇馬》、《象龍馬》、《揩痒虎》等がある。一時代の名士賢者、倶に留めて記すものである。

## 関連文献
- 『李公麟「五馬図」』板倉聖哲編、羽鳥書店、2019年